# Diccionari de la llengua catalana de l'IEC
|  | No s'ha de confondre amb el Diccionari General de la Llengua Catalana (DGLC) de Pompeu Fabra, que n'és el precursor, ni amb el Gran Diccionari de la llengua catalana (GDLC) del Grup Enciclopèdia Catalana, també partícip en aquest projecte.. |

El Diccionari de la llengua catalana de l'Institut d'Estudis Catalans (DIEC) és el diccionari de català de l'Institut d'Estudis Catalans (IEC) i, per tant, el diccionari normatiu i referència de la llengua catalana, juntament amb el diccionari normatiu valencià de l'AVL.
És un diccionari monolingüe i de definicions. Com a obra normativa que és, «estableix la forma i el significat de les paraules reconegudes com a pròpies i generals de la llengua catalana».

## Història
La idea de crear aquest diccionari sorgí de l'empenta de la Secció Filològica de l'Institut per normalitzar i unificar la llengua catalana. El projecte començà sota la presidència de Pompeu Fabra i Poch amb la creació de les "Normes ortogràfiques", el "Diccionari ortogràfic" i la "Gramàtica".
L'any 1932, després de quatre anys de treball per la Secció Filològica, es publicava la primera edició del "Diccionari general de la llengua catalana" (DGLC), l'obra prèvia al DIEC que aconseguia unificar l'ortografia, depurar el lèxic, fixar la gramàtica i introduïa neologismes.
El DGLC començà a ser considerat el diccionari oficial de la llengua catalana a partir de l'any 1954, data en què se'n publicà la segona edició. Durant la dècada de 1980 els autors i escriptors catalans van començar a demanar una revisió del diccionari a l'IEC perquè consideraven que la llengua havia evolucionat força des de l'època de Fabra.
Cap a la fi de l'any 1992, des de l'IEC sorgí la preocupació per publicar un nou diccionari normatiu. Així doncs, de seguida es començà el projecte, impulsat econòmicament per la Generalitat de Catalunya. La primera edició del nou diccionari, el Diccionari de l'Institut d'Estudis Catalans, s'acabà el desembre de 1994 i es publicà el setembre de 1995. Poc després se'n van fer dues reimpressions amb addicions, modificacions i supressions d'uns quants mots.
El dia de Sant Jordi de 2007, coincidint amb la celebració del centenari de l'Institut d'Estudis Catalans, va sortir la segona edició del Diccionari de l'Institut d'Estudis Catalans que, amb l'acrònim DIEC2, s'ha convertit en la nova referència normativa. El projecte DIEC2 va ser coordinat pels filòlegs Joan Martí i Castell, Carles Miralles i Solà i Joaquim Rafel i Fontanals. El nombre d'accepcions va pujar de 120.000 a 132.460, aspirant a una major neutralitat ideològica i amb un eixamplament considerable del lèxic tècnic.
Junt amb la nova versió paper de 2007, també va publicar-se al web amb consulta gratuïta. Ambdues versions tingueren, ja d'entrada, un considerable èxit: 17.000 exemplars del llibre i 644.352 consultes a internet van comptar-se en només dos mesos després de la seva aparició.
Posteriorment a la publicació de la segona edició l'abril de 2007 (DIEC2), la Secció Filològica de l'IEC ha anat aprovant grups d'esmenes que s'han incorporat a la versió consultable per internet i també a la versió en paper en el cas de noves impressions:
- Esmenes introduïdes en la segona impressió (novembre 2007).[7]
- Esmenes introduïdes en la impressió en rústica (març 2009).[8]
- Esmenes introduïdes en la versió en línia (abril 2011).[9]
- Esmenes introduïdes en la versió en línia (febrer 2013).[10]
- Esmenes introduïdes en la versió en línia (juliol 2015).[11]
- Esmenes introduïdes en la versió en línia (abril 2017).[12]
- Esmenes introduïdes en la versió en línia (maig 2019).[13]
- Esmenes introduïdes en la versió en línia (maig 2020).[14]
- Esmenes introduïdes en la versió en línia. Lèxic LGTBI (octubre 2020).[15]
- Esmenes introduïdes en la versió en línia (març 2021).[16]
- Esmenes introduïdes en la versió en línia (novembre 2021).[17]
- Esmenes introduïdes en la versió en línia (maig 2022).[18]

## Diferències entre el DGLC i el DIEC
La idea de fer un nou diccionari sorgí per les diferències cada cop més grans i evidents entre el lèxic emprat en el DGLC i el seu ús actual. De fet, el projecte de la creació del DIEC no partia de zero, sinó que es començà a construir sobre la base del DGLC, tot conservant-ne alguns aspectes.
Els principals avenços en el nou diccionari són, a part de l'actualització del lèxic, la seva ampliació (un terç més respecte al DGLC), la disposició dels articles i el perfeccionament de l'ortografia. En aquest darrer camp destaquen la regularització dels afixos, l'actualització en l'ús del guionet i certs canvis en accentuació i escriptura per raons etimològiques.
El treball d'ampliació del DIEC s'ha fet en l'àmbit de la nomenclatura i el contingut dels articles. Pel que fa al lèxic, s'ha ampliat bàsicament en el camp cientificotècnic i en qüestions dialectals o d'argot. Hi ha 30 àrees temàtiques més que en l'antic diccionari.

## Diccionari Invers de la Llengua Catalana
Existeix una versió inversa del Diccionari de la llengua catalana de l'Institut d'Estudis Catalans, titulat el Diccionari Invers de la Llengua Catalana, en el qual els mots s'endrecen per la terminació i ve inclòs un cercador d'anagrames.